# Fernando Astengo
Fernando Enrique Astengo Sánchez (Santiago del Cile, 8 gennaio 1960) è un ex calciatore cileno, di ruolo difensore.

## Palmarès

### Club

#### Competizioni nazionali
- Campionato cileno: 1

Colo-Colo: 1986
- Coppa del Brasile: 1

Gremio: 1989

#### Competizioni statali
- Campionato Gaucho: 4

Gremio: 1987, 1988, 1989, 1990

### Individuale
- Equipo Ideal de América: 1

1988